# Gochujang
Gochujang (kor. 고추장) – ostra koreańska pasta stosowana jako przyprawa do jedzenia, produkowana z czerwonej papryki chili, kleistego ryżu, fermentowanej soi i soli. Tradycyjnie gochujang fermentowano latami, przechowując pastę poza domem w glinianych naczyniach, zazwyczaj na kamiennej podstawie nazywanej „jangdokdae” (kor. 장독대). Gochujang ma kod 2103.90.1030 w Zharmonizowanym Systemie Oznaczania i Kodowania Towarów.

## Historia
Gochujang (ostra pasta paprykowa) jest najprawdopodobniej stosowana w Korei od końca XVIII wieku, po tym jak papryki chili zostały sprowadzone do Japonii w XVI wieku. Według Jungbo Sallim geongje (증보산림경제, 1765), Gochujang produkowano ze sproszkowanych czerwonych papryk chili, zmieszanych ze sproszkowanym kleistym ryżem oraz pastą sojową, pozwalając mieszance dojrzewać w słońcu. Współczesny gochujang jest produkowany w podobny sposób.

## Stosowanie
Gochujang jest często wykorzystywany w kuchni koreańskiej do doprawiania duszonych potraw jednogarnkowych (jjigae), marynowania mięsa, przygotowywania sosów lub jako przyprawa. Na bazie gochujang można też przygotowywać inne pasty i przyprawy. Gochujang jest jedną z trzech podstawowych i niezbędnych przypraw kuchni koreańskiej – razem z doenjang i ganjang.